# 述先橋
述先橋位於重慶市雲陽縣南溪鎮長洪社區一組，文物遺址年代為1933年，2009年12月15日列為第二批重慶市文物保護單位。